# نوپرت (مین)
نوپرت(به انگلیسی: Newport) شهری در ایالت مین کشور ایالات متحده آمریکا است که جمعیت آن در سرشماری سال ۲۰۱۰ میلادی، ۱٬۷۷۶ نفر بوده‌است.